# Еманжелинский район
Еманжели́нский райо́н — административно-территориальная единица (район) и муниципальный район в Челябинской области России.
Административный центр — город Еманжелинск.

## География
Район расположен в центральной и восточной частях Челябинской области, на границе Уральской горной страны и Западно-Сибирской равнины. Площадь района составляет 129 км².
История разведки угля в этих местах берёт начало ещё с XI века. В 1911 году первая геологическая разведка обнаружила уголь на берегу озера Большой Сарыкуль. Однако целенаправленная геологическая разведка началась лишь в 1929 году. К концу 1931 года разведанные запасы исчислялись миллионами тонн. Было принято решение о строительстве угольного разреза. Это стало началом истории Еманжелинска.
Город Еманжелинск находится в умеренном климатическом поясе. Исходя из многочисленных наблюдений и данных Челябинской метеостанции, находящейся в одинаковых физико-географических условиях с районом, климат Еманжелинского района можно охарактеризовать как резко континентальный, с недостаточной влажностью и периодической засушливостью. Местность, на которой стоит город, представляла собой степь, покрытую травами заливных лугов, болотами и берёзовыми и осиновыми колками.
Одним из наиболее крупных озёр района является Большой Сарыкуль. Оно находится в юго-западной части района. Бессточное, имеет овальную форму, вытянуто в направлении с юго-запада на северо-восток. Сары-Куль в переводе с башкирского означает Жёлтое озеро. Площадь наивысшая: 103 км², глубина средняя: 1 м, максимальная глубина: 3 м. Объём воды составляет 65 млн м³, зарастаемость достигает 98 %. Впадают реки Еманжелинка, Борисовка и Ключевка.

## История
Наименование района произошло от названия реки Еманжелинки. Предание гласит: «При передвижении на восток, из районов Волги к Казахстану татаро-башкирские племена, разыскивая удобное место для стоянки, облюбовали речушку, которую назвали в честь двух воинов Ямана и Желина».
По другому преданию утверждает, что более 250 лет тому назад, в районе озера Большой Сарыкуль, хозяйничал богатый казахский бай Ямангул. Он славился многочисленностью своих кочующих табунов и оказывал большое сопротивление наступлению русских на казахские степи, которыми он владел.
В 1747 году на реке Еманжелинке была основана русская крепость, которая оберегала захваченные земли. По документам XVIII—XIX веков топонимы Еманжелинка, Еманжелино произошли от башкирского и татарского, а также казахского названия реки Яманйылга (Яман-Җылга), впадающей в озеро Большой Сарыкуль, которое переводится как плохая речка по причине её заболоченных берегов.

## Население
| 2002    | 2005    | 2006    | 2007    | 2008    | 2009    | 2010    |
| ------- | ------- | ------- | ------- | ------- | ------- | ------- |
| 52 391  | ↗53 100 | ↗53 225 | ↘52 299 | ↗52 514 | ↗53 406 | ↘53 004 |
| 2011    | 2012    | 2013    | 2014    | 2015    | 2016    | 2017    |
| ↗53 013 | ↗53 099 | ↘52 966 | ↘52 410 | ↘51 948 | ↘51 278 | ↘50 360 |
| 2018    | 2019    | 2020    | 2021    | 2023    |         |         |
| ↘49 617 | ↘48 774 | ↘48 671 | ↘47 823 | ↘47 327 |         |         |

### Урбанизация
В городских условиях (город Еманжелинск,  пгт. Зауральский и Красногорский) проживают  97,48 % населения района.

## Территориальное устройство
Еманжелинский район как административно-территориальная единица области делится на 1 город областного значения и 2 рабочих посёлка с подчинёнными им населёнными пунктами. Еманжелинский муниципальный район, в рамках организации местного самоуправления, включает 3 муниципальных образования со статусом городских поселений:
| № | Муниципальное образование         | Административный центр        | Количество населённых пунктов | Население (чел.) | Площадь (км²) |
| - | --------------------------------- | ----------------------------- | ----------------------------- | ---------------- | ------------- |
| 1 | Еманжелинское городское поселение | город Еманжелинск             | 4                             | ↘28 251          | 64,46         |
| 2 | Зауральское городское поселение   | рабочий посёлок Зауральский   | 1                             | ↘6878            | 12,09         |
| 3 | Красногорское городское поселение | рабочий посёлок Красногорский | 2                             | ↘12 198          | 37,08         |

## Населённые пункты
В Еманжелинском районе семь населённых пунктов.
| № | Населённый пункт | Тип               | Население | Муниципальное образование         |
| - | ---------------- | ----------------- | --------- | --------------------------------- |
| 1 | Борисовка        | посёлок           | ↗709      | Еманжелинское городское поселение |
| 2 | Еманжелинск      | город             | ↘27 371   | Еманжелинское городское поселение |
| 3 | Зауральский      | рабочий посёлок   | ↘6878     | Зауральское городское поселение   |
| 4 | Кленовка         | посёлок           | ↘103      | Еманжелинское городское поселение |
| 5 | Ключи            | посёлок           | ↘316      | Красногорское городское поселение |
| 6 | Красногорский    | рабочий посёлок   | ↘11 883   | Красногорское городское поселение |
| 7 | Таянды           | посёлок ж.-д. ст. | ↘108      | Еманжелинское городское поселение |

## СМИ
Выходит газета «Новая жизнь».